# Meigs-Syndrom
Als Meigs-Syndrom (benannt nach Joe Vincent Meigs) wird in der Gynäkologie das gleichzeitige Auftreten eines Fibroms des Eierstocks (Ovar), eines Aszites und eines Pleuraergusses genannt. Fibrome sind gutartige Tumoren. Bei einem Aszites handelt es sich um eine Ansammlung von Flüssigkeit in der freien Bauchhöhle zwischen den Organen und bei einem Pleuraerguss um eine Ansammlung von Flüssigkeit in der Pleurahöhle, das heißt zwischen den beiden Blättern des Brustfells (Pleura). Das Syndrom wurde nach dem amerikanischen Frauenarzt Joe Vincent Meigs benannt, der das Krankheitsbild 1954 erstmals beschrieb.
Die genauen Mechanismen für die Entstehung des Aszites sind noch nicht ganz sicher geklärt. Der Pleuraerguss ist eine Folge von Exsudatbildung oder des Aszites. Die Flüssigkeit gelangt durch angeborene Defekte im Zwerchfell von der Bauch- in die Pleurahöhle. Dies erkannte bereits Meigs. Das Meigs-Syndrom lässt sich durch Entfernung des Tumors, in der Regel durch vollständige Entfernung des betroffenen Eierstocks, der so genannten Ovariektomie, vollständig heilen. Die Flüssigkeitsansammlungen werden durch das umliegende Gewebe resorbiert.
Aszites und Pleuraerguss können auch bei anderen Krankheiten des Ovars entstehen, wie degenerativen Veränderungen, einem Teratom und dem ovariellen Hyperstimulationssyndrom. Die jeweiligen Krankheitsbilder werden dann als Pseudo-Meigs-Syndrom bezeichnet.